# Dobsonia magna
Il pipistrello della frutta dal dorso nudo maggiore (Dobsonia magna Thomas, 1905) è un pipistrello appartenente alla famiglia degli Pteropodidi, endemico della Nuova Guinea e dell'Australia nord-orientale.

## Descrizione

### Dimensioni
Pipistrello di grandi dimensioni, con la lunghezza della testa e del corpo tra 192 e 254 mm, la lunghezza dell'avambraccio tra 140 e 162 mm, la lunghezza della coda tra 26,8 e 42 mm, la lunghezza del piede tra 30 e 47 mm, la lunghezza delle orecchie tra 28 e 41 mm e un peso fino a 600 g.

### Aspetto
La pelliccia è corta. La testa è nerastra, le spalle sono bruno-nerastre, mentre le parti ventrali sono bruno-grigiastre chiare, cosparse di peli rossicci. Il muso è relativamente corto e largo, le narici sono leggermente tubulari, gli occhi sono grandi con l'iride marrone scura. Nei maschi sono presenti delle ghiandole sui lati del collo, mentre le femmine sviluppano delle pieghe carnose nella zona anale durante i periodi riproduttivi, la cui funzione è sconosciuta. Le orecchie sono lunghe e appuntite. Le membrane alari sono nerastre e attaccate lungo la spina dorsale, dando l'impressione di una schiena priva di peli. Gli artigli sono bianchi. La coda è ben sviluppata, mentre l'uropatagio è ridotto ad una sottile membrana che si estende lungo la parte interna degli arti inferiori.

## Biologia

### Comportamento
Si rifugia in colonie numerose e rumorose all'interno di grotte, miniere abbandonate, fessure rocciose, e più raramente nelle cavità degli alberi. In Australia le colonie sono molto più piccole, inferiori a cento individui. È un abile volatore e può volare anche all'indietro, il battito delle ali produce un caratteristico suono simile ad un sillabico pok-pok.

### Alimentazione
Si nutre di frutti di specie native di Ficus, Terminalia, Callophyllum, Eucalyptus e frutta coltivata come Banane, Papaya e Pangium edule.

### Riproduzione
Le femmine partoriscono un piccolo all'anno dopo una gestazione di circa 5 mesi tra settembre e novembre ma comunque in periodi che variano in funzioni delle condizioni locali. Vengono svezzati dopo 4-5 mesi. Diventano maturi sessualmente a due anni di vita.

## Distribuzione e habitat
Questa specie è diffusa in Nuova Guinea e nelle vicine isole di Admosin, Bagabag, Daru, Kairiru, Yapen, Batanta, Misool e Waigeo; Penisola di Capo York nel Queensland settentrionale e nell'isola di Moa, nello Stretto di Torres.
Vive nelle foreste pluviali tropicali, foreste umide di Sclerofille, in giardini e piantagioni di frutta fino a 2.700 metri di altitudine. È apparentemente assente dalle Savane.

## Tassonomia
Questa specie è spesso considerata sinonimo di D. moluccensis.
Altre specie simpatriche dello stesso genere: D. minor, D. beauforti e D. emersa.

## Conservazione
La IUCN Red List, considerato il vasto Areale e la popolazione numerosa, classifica D. magna come specie con rischio minimo (LC).